# Тоїдзе Іраклій Мойсейович
Іра́клій Тої́дзе (груз. ირაკლი თოიძე; 14 (27) березня 1902, Тбілісі — 1985, Москва) — радянський графік та живописець, заслужений діяч мистецтв РРФСР (1951), народний художник Грузинської РСР (1980).

## Біографія

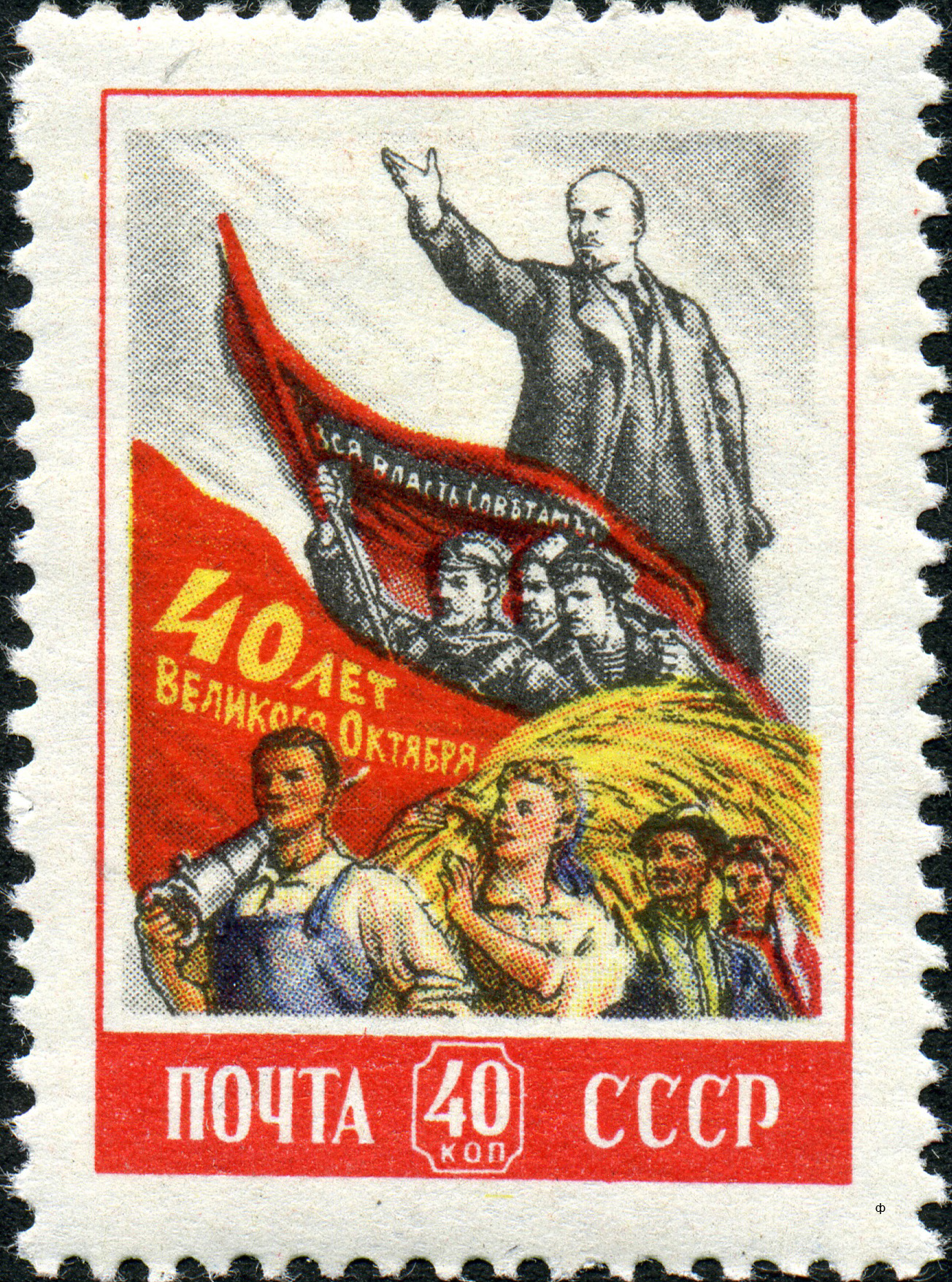
Поштова марка з плакату І. Тоїдзе «Два прапора — дві епохи» (1957)

Вчився у свого батька Мойсея Тоїдзе і в Тбіліській академії мистецтв (закінчив в 1930). Ранні картини Тоїдзе («Лампочка Ілліча», 1927, Музей мистецтва народів Сходу, Москва) зіграли значну роль в утвердженні радянської теми в грузинському побутовому жанрі.
Велику емоційність і призовну силу мають плакати, створені Тоїдзе в роки німецько-радянської війни 1941—1945; всесвітню популярність здобув його плакат «Батьківщина-мати кличе!» (рос. «Родина-мать зовёт!»).
Неодноразово виступав і як книжковий ілюстратор: ілюстрації до книги «Історія Грузії», (масло, папір, 1950). Героїко-драматичною силою образів відрізняються його ілюстрації до поеми Шота Руставелі «Витязь у тигровій шкурі» (туш, пензель, перо, 1937).

## Нагороди
Лауреат чотирьох Сталінських премій (1941, 1948, 1949, 1951). Нагороджений орденом Трудового Червоного Прапора і медалями.
Почесний громадянин Тбілісі (1982).